# Пинакотека Брера
Пинакотека Бре́ра (итал. Pinacoteca di Brera) — одна из крупнейших картинных галерей Милана, Италия. Находится в городской зоне 1, в одноимённом квартале, во дворце Брера, построенном в конце XVI — начале XVII века, где также размещается Миланская академия изящных искусств (Академия Брера).

## История
Первое собрание картин было создано вместе с Академией изящных искусств в 1776 году австрийской императрицей Марией Терезией (в то время Австрии принадлежала значительная часть северной Италии, и в том числе Милан). Картинное собрание стало частью учебной библиотеки Академии, куда входила также коллекция гипсовых слепков, рисунков, гравюр и архитектурных макетов.
В 1803 году по инициативе вице-президента наполеоновской Итальянской Республики (1802—1805) Франческо Мельци д’Эриля, патриота и последовательного сторонника рисорджименто (объединения Италии), а также художника Джузеппе Босси была создана основа будущей Пинакотеки Брера. Дж. Босси, являясь с 1802 года секретарём Академии изящных искусств Брера, поставил своей целью собрать произведения живописи из упразднённых Бонапартом церквей и религиозных институтов для учебных целей Академии.
В 1806 году в рамках политики Наполеона по секуляризации монастырей, дворцовая церковь Санта-Мария-ин-Брера был закрыта, фасад церкви снесён, а неф разделён на два этажа. Верхний этаж был отведён под картинную галерею Академии, а нижний — под собрание античной скульптуры. Торжественное открытие галереи, которую в то время называли «наполеоновской», состоялось в 1809 году. В дальнейшем коллекция пополнялась за счёт новых приобретений и завещаний частных коллекционеров. В 1882 году пинакотека стала административно независимой от Академии. После разрушений во время бомбардировок 1943 года восстановительные работы продолжались до 1950 года.
В качестве памятника истории Академии и Пинакотеки во дворе Палаццо Брера установлен памятник Наполеону Бонапарту работы скульптора Антонио Кановы (1803—1806).

## Коллекция
В коллекции Пинакотеки представлены работы таких художников, как Амброджио Лоренцетти, Франче́ско Филиппи́ни, Донато Браманте, Рафаэль, Антонио Ротта, Мантенья, Пьеро дела Франческа, Джентиле да Фабриано, Карпаччо, Тинторетто, Лоренцо Лотто и многих других.
В галерее 38 залов с картинами, расположенными как в хронологическом порядке, так и по школам живописи (венецианская, тосканская, ломбардская), единственным исключением является зал X, где находятся работы XX века.

### Наиболее известные произведения Пинакотеки
- Джованни Беллини. Пьета. Между 1465 и 1470 гг.
- Пьеро делла Франческа. Алтарь Монтефельтро. 1472—1474
- Андреа Мантенья. Мёртвый Христос. Ок. 1475—1480 гг.
- Винченцо Фоппа. Мадонна с Младенцем, Иоанном Крестителем и Иоанном Евангелистом. Вторая половина 1480-х гг.
- Донато Браманте. Христос у Колонны бичевания. Начало 1490-х гг.
- Рафаэль Санти. Обручение Девы Марии. 1504
- Джентиле и Джованни Беллини. Проповедь Святого Марка в Александрии. Начата в 1504 г.
- Тинторетто. Обретение тела Святого Марка. Между 1562 и 1566 гг.
- Караваджо. Ужин в Эммаусе. Между 1605—1606 гг.
- Джованни Антонио Пеллегрини. Юный Ганнибал клянется в вечной ненависти к Риму, Вакх и Ариадна. Ок. 1730.
- Антонио Ротта. Проиграл на регате. 1850
- Франче́ско Филиппи́ни, Молоток. 1889
- Амедео Модильяни. Портрет Моиса Кислинга. 1915
- Джованни Баттиста Дисцеполи. Поклонение волхвов. XVII в.

### Галерея

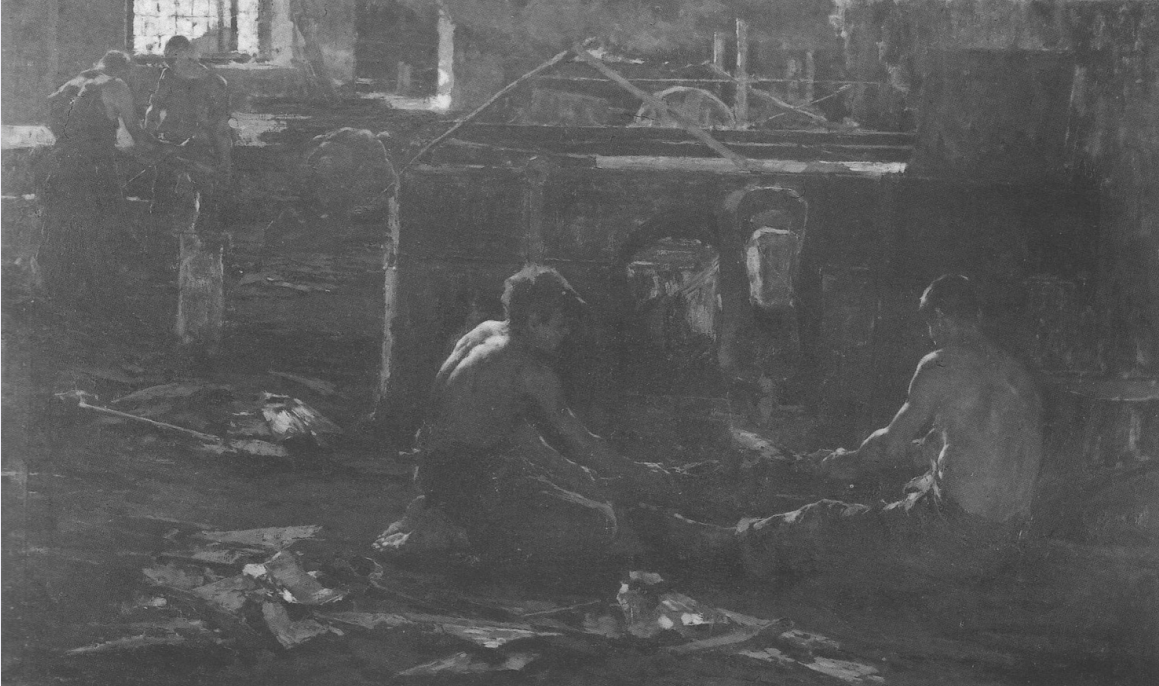
Франче́ско Филиппи́ни, Молоток
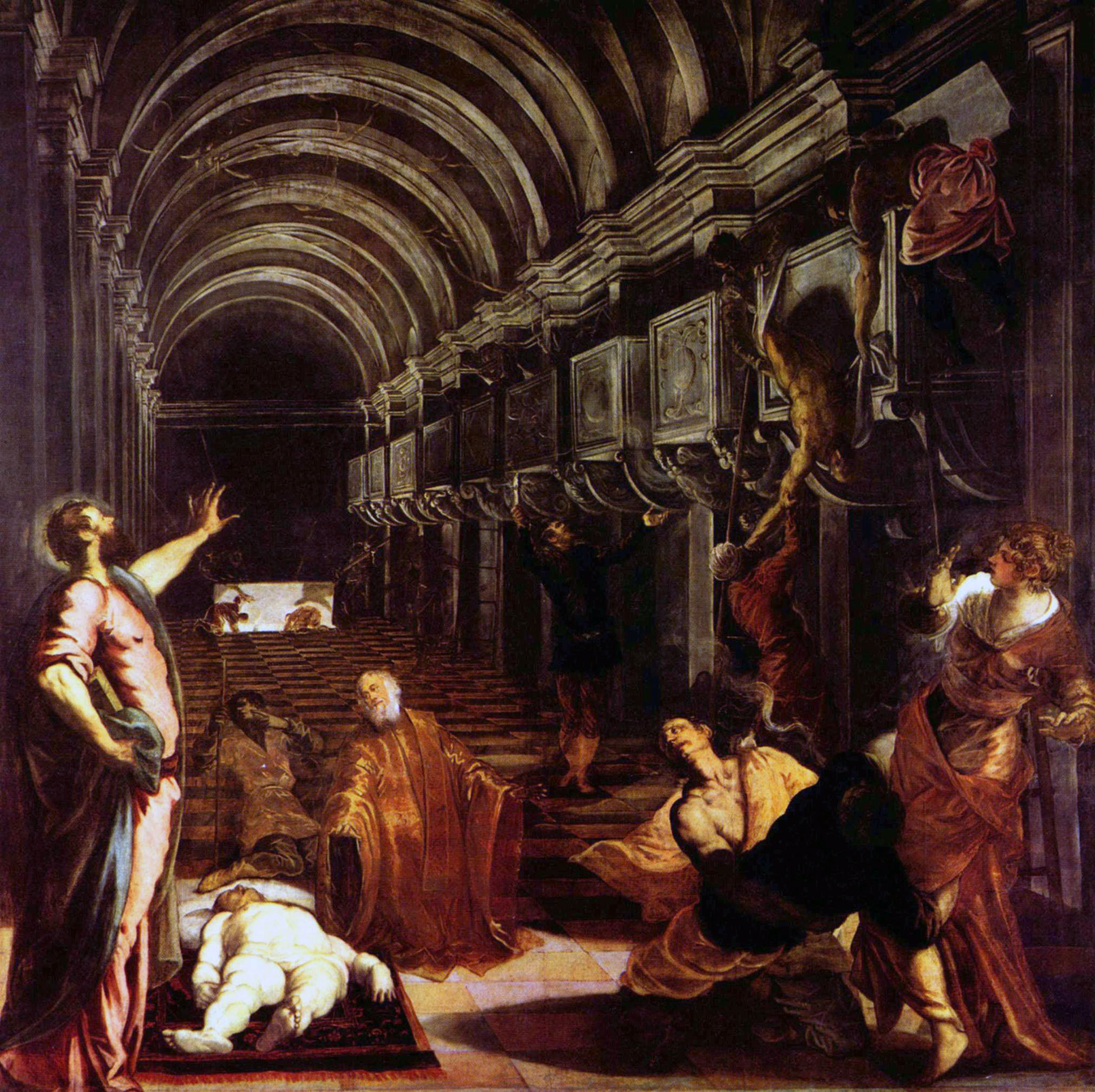
Якопо Тинторетто. Обретение тела Святого Марка
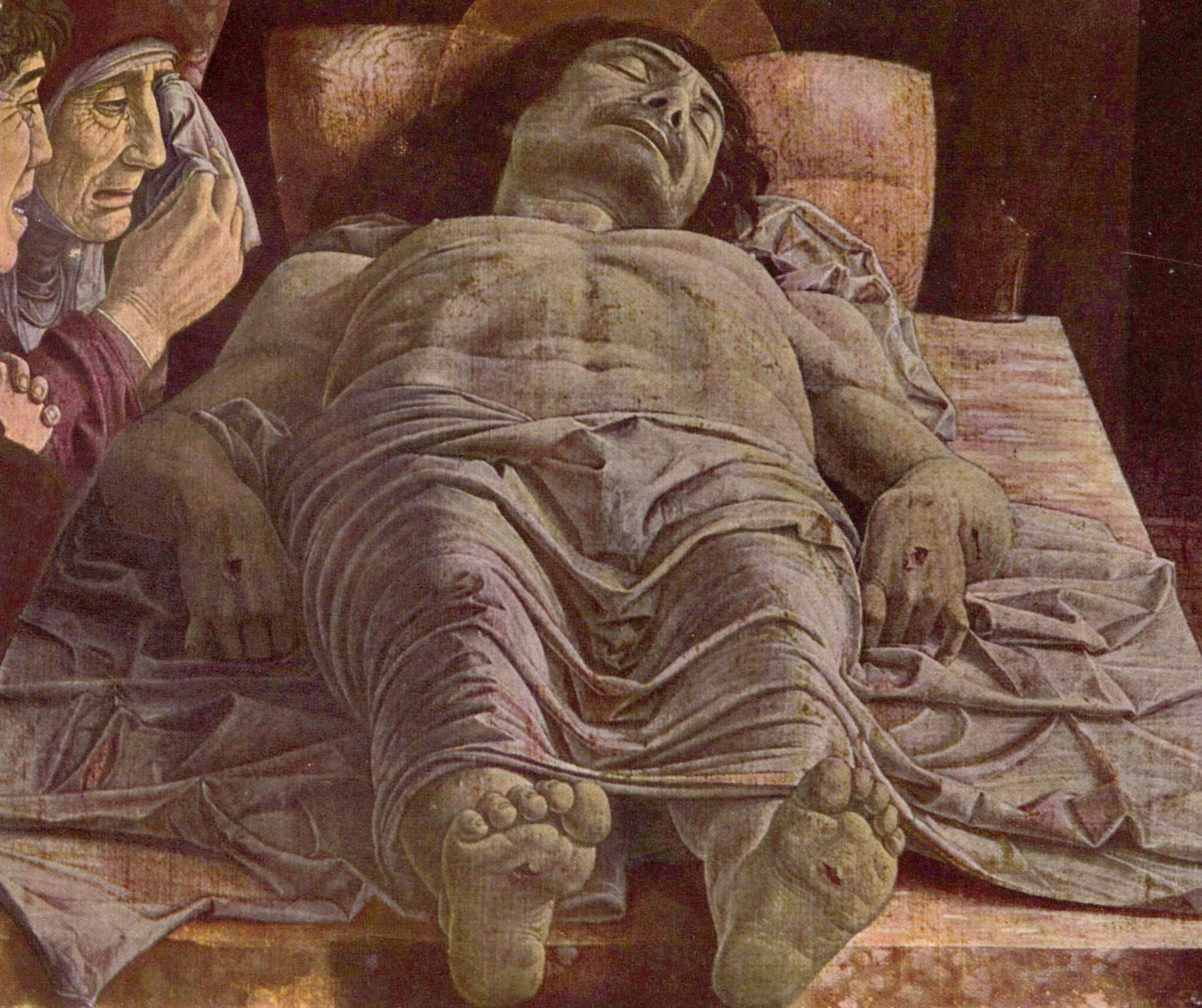
Андреа Мантенья. Мёртвый Христос
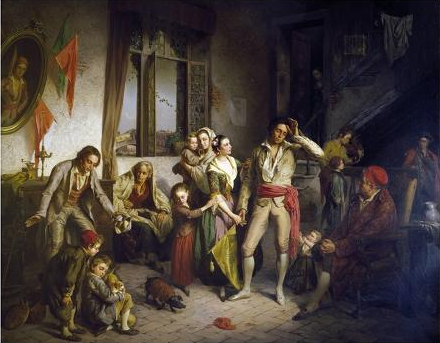
Антонио Ротта. Проиграл на регате
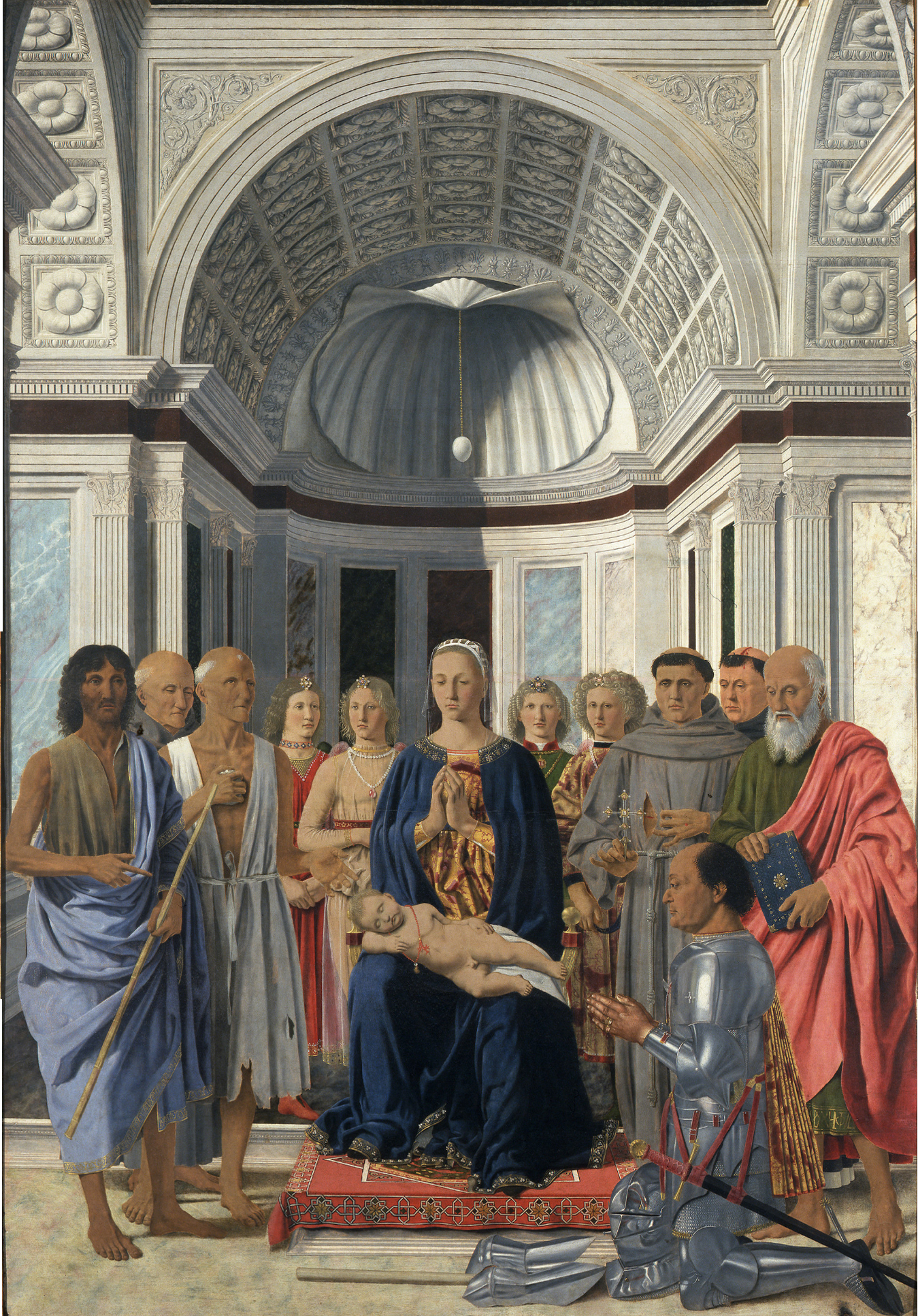
Пьеро делла Франческа. Алтарь Монтефельтро
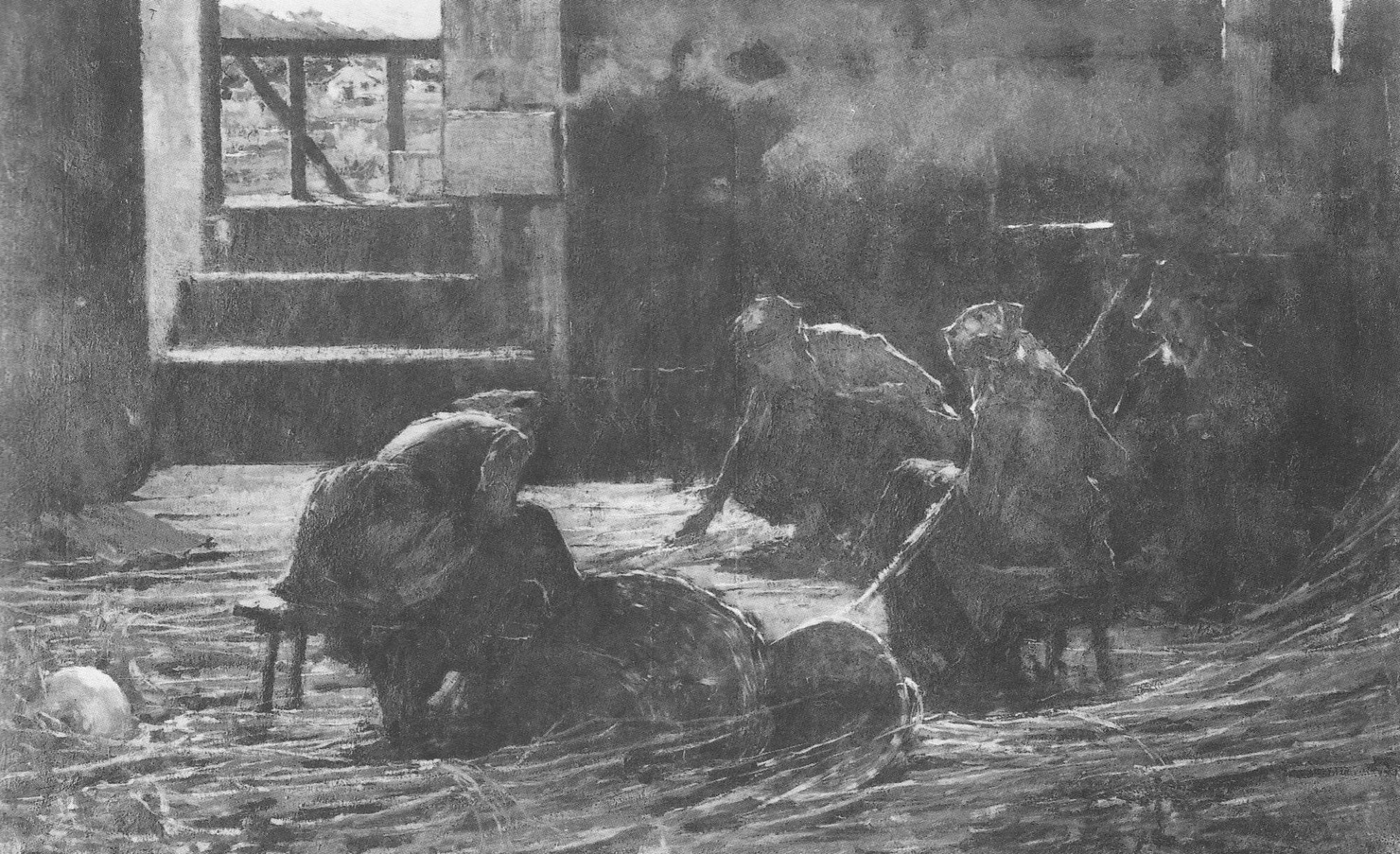
Франче́ско Филиппи́ни, трепание конопли
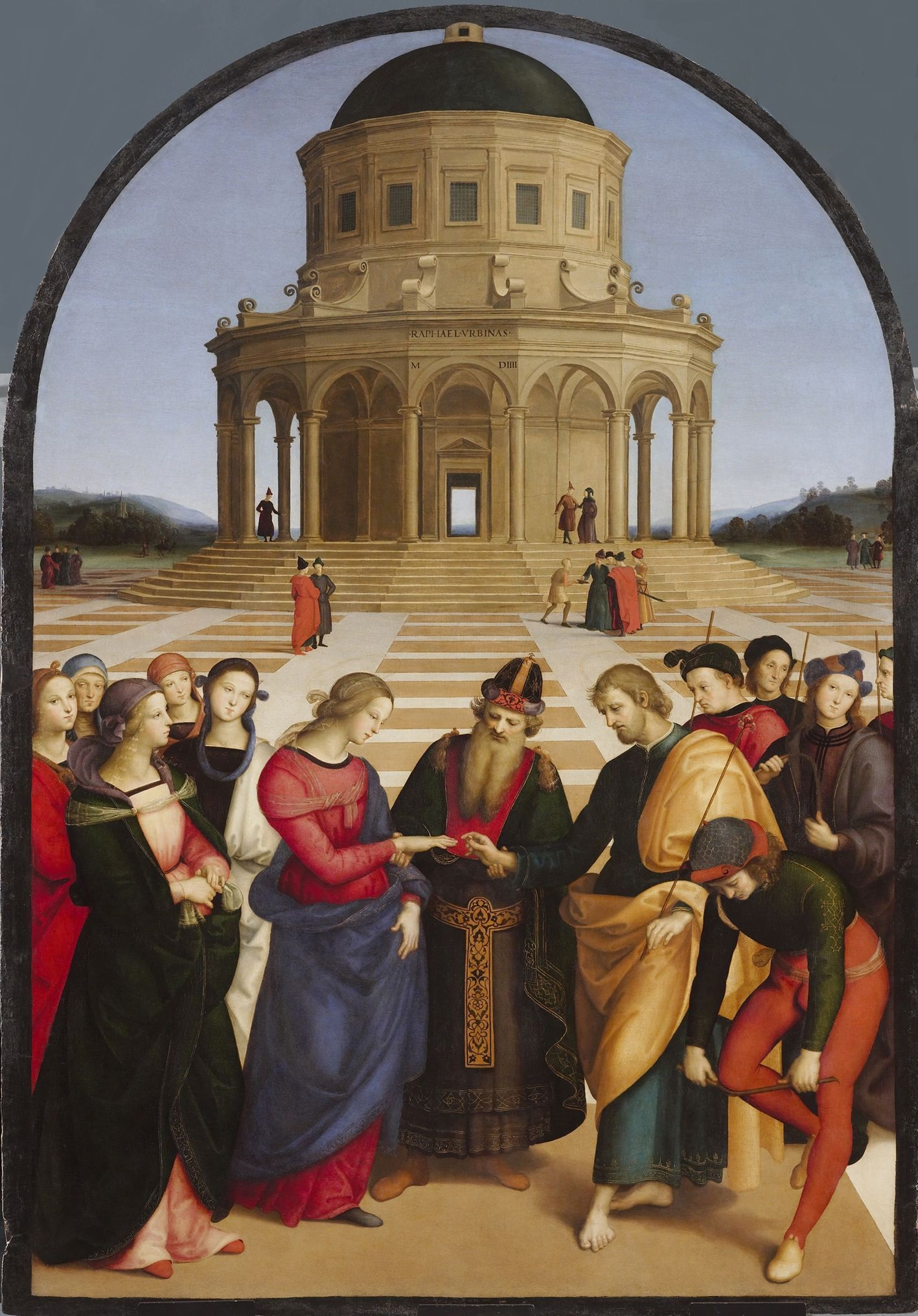
Рафаэль Санти. Обручение Девы Марии